# Larentia infusata
Larentia infusata är en fjärilsart som beskrevs av Walker 1862. Larentia infusata ingår i släktet Larentia och familjen mätare. Inga underarter finns listade i Catalogue of Life.